# ボレスワフ・プルス

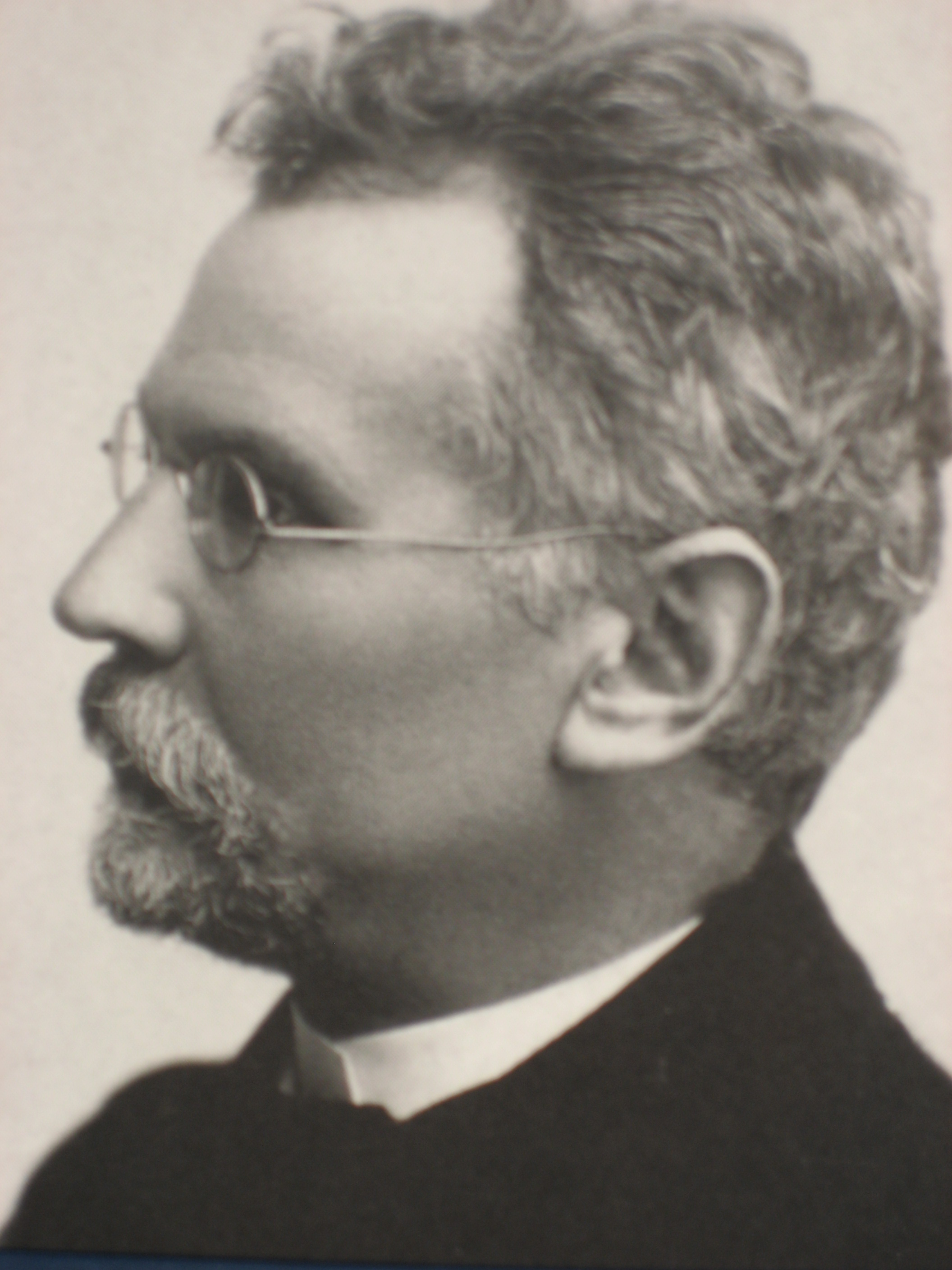
Bolesław Prus

ボレスワフ・プルス（Bolesław Prus、1847年8月20日 - 1912年5月19日）はポーランドの作家、ジャーナリスト。本名はアレクサンデル・グウォヴァツキ。筆名のプルスは一族の紋章を示す。

## 生涯
ルブリン地方のある領主に仕える下級事務職員の息子として生まれる。早くから孤児となり親戚のもとで育てられた。1863年蜂起が起きた時は学生だったが、仲間とともにパルチザン部隊に加わり、戦闘で負傷し病院と監獄で数ヶ月を過ごし、未成年という理由で釈放された。
高校にもどると自然科学に興味をもち、ワルシャワの中央学校・物理数学科に進学する。しかし、学資不足のためと一般民衆の生活をじかに知りたいという願いから退学し、ワルシャワの冶金工場で働くようになる。
工場での勤務のかたわら独学し、やがてユーモア雑誌に詩や小説を投稿するようになり、広く人気を博す。社会問題の研究をあつかう『週刊クロニカ』と名づけた評論・エッセイを40年にわたってワルシャワのさまざまな雑誌に発表することでプルスの名声は高まり、ポーランドの進歩的インテリゲンツィアに決定的な影響をおよぼした。1874年から短篇小説を書き始める。長編小説の代表作として『前哨地』『人形』『ファラオ』などがある。

## 日本語訳
- 梅田良忠訳「チョッキ」 Kamizelka　；『ヨーロッパ短篇名作集』（學生社）
- 塚田充訳「休暇に」 Na wakacjach　；『世界短編名作選 - 東欧編』（新日本出版社）
- 小沼文彦訳「少女アーネリカ」Anielka；『世界少年少女文学全集 第2部11』（東京創元社）
- 関口時正訳『人形』Lalka；ポーランド文学古典叢書第7巻（未知谷）